# Sociologia della globalizzazione
La sociologia della globalizzazione è quella branca della sociologia che studia gli effetti e le problematiche sociali e culturali dei processi di globalizzazione, con particolare riferimento alle mutazioni delle forme di comunicazione interpersonale e sociale, dello sviluppo economico e delle politiche sociali ad esso correlate. Essa permette di analizzare i processi e le formazioni, localizzati in ambiti nazionali e sub-nazionali, caratteristici del rapporto di interazione stabilitosi con le dinamiche locali. Ne consegue l'individuazione delle reti transazionali e dei mezzi di collegamento, che sostengono l'articolato sistema di relazioni multidimensionali, venutosi a creare nei rapporti che riguardano differenti paesi e località. Tale disciplina, quindi, indaga sulla costante interazione sussistente tra quanto avviene nei grandi apparati e fenomeni internazionali e quanto si verifica a livello delle unità di vita locali, dei sistemi di auto-organizzazione delle microcomunità, siano essi locali, nazionali o mondiali.

## Lo sviluppo storico della disciplina
Benché molti studiosi inizino a parlare di globalizzazione solamente a partire dalla fine della Prima Guerra Mondiale, c'è da sottolineare che tuttavia il concetto nasce, con caratteristiche e particolarità diverse, molto tempo prima, all'epoca degli Imperi Coloniali, anche se in riferimento a quel periodo risulta forse più corretto parlare di internazionalizzazione che di globalizzazione.
L'interesse delle scienze sociali per quanto riguarda la globalizzazione, inizia a nascere nel corso del XX secolo quando i processi transnazionali, quali l'economia, la politica e la cultura, iniziano ad intensificarsi e i processi globali iniziano ad avere un effetto destabilizzante sulla gerarchia di scala che ruota attorno allo stato nazionale, lanciando così una serie di nuove sfide teoriche e metodologiche sulla globalizzazione.
A partire dagli ultimi decenni del secolo scorso infatti, molti sociologi si sono interessati a cercare di creare nuovi paradigmi sociologici, che interessino tutte le tematiche della vita quotidiana della globalizzazione.
Temi di principale interesse per questa disciplina sono, ad esempio, la crescente interdipendenza della vita economica, sociale e culturale a livello mondiale e le conseguenze che questo comporta. Alcuni indicatori utili per analizzare questi temi sono il commercio internazionale, gli investimenti diretti esteri, l'andamento dei mercati finanziari, i flussi migratori e la continua denazionalizazione. Su questo tema Giaccardi e Magatti introducono il concetto di doppia sconnessione (rispetto al passato e al futuro): rispetto al passato si ha infatti una rottura e un distacco dalla società del XX secolo, mentre guardando al futuro si denota un'apertura verso degli scenari ancora non chiari e che si tentano di prevedere.
Altri studiosi invece non si sono solamente soffermati all'aspetto socio-economico della globalizzazione, ma ad esempio, come il sociologo tedesco Ulrich Beck, si sono occupati con particolare attenzione delle conseguenze della globalizzazione in termini di disuguaglianze sociali e sostenibilità ambientale.
Indubbiamente il dibattito su questi temi rimane ancora ampiamente aperto e molti aspetti risultano ancora inesplorati, tuttavia le scienze sociali in questo campo stanno cercando di dare il loro massimo contributo, continuando a riflettere e a considerare nuovi possibili indicatori e temi da tenere in considerazione.

## Ambiti d'interesse
Le società sono inserite all'interno dello Stato, come identità collettive e assetti sociali, ma l'avvento della globalizzazione all'interno della società giunge a metter in crisi la connessione tra la sociologia e l'idea di stato-nazione. Per rendere più chiaro questo processo, si può immaginare di rappresentare la sociologia della globalizzazione come un insieme indistinto di diversi fattori che influenzano le "società-stato" rendendo fragili e indistinti i loro confini: tentare di definire con accuratezza questo fenomeno è il compito della sociologia della globalizzazione.
Come disciplina pone l'attenzione sull'analizzare gli effetti della globalizzazione sulla società, tentando di collocare il processo storico e socio-culturale della “globalizzazione” nella sua dimensione complessa di fenomeno che risulta un processo storico, ma al tempo stesso culturale, economico e politico.
La sociologia della globalizzazione è dunque:
“…un processo comprendente stati, organizzazioni internazionali, gruppi economici multinazionali, associazioni e gruppi di pressione, che agiscono in modo sistematico allo scopo di espandere alla totalità del globo l'economia di mercato e i suoi modelli di organizzazione internazionale della produzione, di governo delle imprese, di tecnologia, di scambi commerciali e mercato del lavoro; e sistemi politici, tratti culturali e mezzi di comunicazione che siano con quello coerenti..”.
Dalla definizione di Gallino emerge dunque che i principali argomenti d'interesse della disciplina sono le organizzazioni internazionali e i gruppi economici multinazionali, tenendo in considerazione al contempo anche l'economia di mercato e i suoi modelli. Alla luce di quanto espresso, risulta dunque di fondamentale importanza anche la comprensione delle tecnologie e dei mezzi di comunicazione che rendono possibili sia gli scambi commerciali sia la circolazione di caratteristiche culturali locali, che possono rapidamente diffondersi nel mondo.

## Teorie e autori principali

### Immanuel Wallerstein
Immanuel Wallerstein (New York, 28 settembre 1930) con i suoi studi e le sue ricerche, ha contribuito alla nascita della sociologia della globalizzazione. Nella sua analisi sociologica della società, preferisce utilizzare il termine “sistema-mondo”, rispetto al termine globalizzazione ritenuto deviante; ciò che viene comunemente definito globalizzazione, dal suo punto di vista, non è che “un aspetto dell'economia mondo-capitalista”. Il mondo è dunque un unico sistema, che si impone mediante l'affermazione a livello globale del capitalismo. Nello specifico la teoria del sistema-mondo emerge dall'insoddisfazione per la più ristretta teoria della modernizzazione, che analizzava le società solo in modo comparativo (con l'Occidente come punto di riferimento). Con il passare del tempo si notano dei cambiamenti rilevanti anche per quanto riguarda la velocità con cui vengono prese le decisioni e rispetto alla loro trasmissione e diffusione, con reazioni nuove rispetto alla globalizzazione: infatti all'interno delle democrazie contemporanee, i lavoratori richiedono sempre più di frequente protezione agli Stati, proprio alla luce di questa nuova condizione di “flessibilità” e cambiamento.

### Roland Robertson
Roland Robertson (1938) inizia ad affrontare il tema della globalizzazione dalla metà degli anni '60 proponendo un approccio culturale alla teoria della globalizzazione. Per interpretarla appieno, ritiene necessario analizzare temi quali la differenza culturale, il nazionalismo, i nuovi comunitarismi e i fondamentalismi; in questo modo risulta possibile comprendere come sia gli individui che la società in generale siano alla ricerca di simboli rilevanti per comprendere la propria identità. Nella sua ricerca, considera rilevante indagare anche tutti gli aspetti culturali, soggettivi e interpretativi, che in precedenza non venivano considerati di pertinenza della sociologia della globalizzazione, notando come proprio la dimensione culturale risulti essere il punto di riferimento per plasmare relazioni, di tipo ostile o amichevole, fra le differenti società organizzate su base nazionale. Spesso però la separazione fra relazioni internazionali e sociologia ha portato ad avere scarsa attenzione sulle culture, le tradizioni e le identità locali, privilegiando piuttosto una visione del mondo basata sui rapporti fra Stati sovrani. Per questo motivo risulta importante considerare qualsiasi prospettiva che presenti come centrale l'interesse per il mondo intero (nella sua complessità anche locale e specifica e non solo nelle relazioni fra Stati), anche se di tipo antiglobalista (come i vari fenomeni “no global”), poiché rappresentano anch'essi uno sviluppo della coscienza della globalità.
Risulta inoltre di rilevante importanza la comprensione di come universale e particolare siano intrecciati in un nesso globale, dato che la globalizzazione favorisce lo sviluppo di individui e di movimenti interessati al significato del mondo nel suo insieme, oltre a generare la ricerca di identità specifiche, giungendo a volte alla generazione di tradizioni “inventate”

### Arjun Appadurai
Arjun Appadurai (Bombay, 1949) riflette sulla globalizzazione, notando come spesso risulti un'omogeneizzazione che segue il modello americano e che ad esso si adegua. Sottolinea come caratteristica centrale della cultura globale odierna la politica dello sforzo reciproco che tenta di bilanciare uguaglianze e differenze fra realtà più o meno vicine, che cercano di condividere idee, culture e tradizioni sostenendo che
“La nuova economia culturale globale deve essere compresa come un ordine complesso, sovrastante, disgiuntivo, che non può più essere considerato nei termini dei modelli esistenti di centro-periferia”
Per comprendere meglio queste disgiunzioni, risulta necessario analizzare le relazioni fra diverse dimensioni:
1. Ethnoscape: ovvero il panorama di persone in movimento che costituiscono il mondo mutevole in cui viviamo, considerando inoltre che la rottura di reti stabili ha origine nel movimento umano;
2. Technoscape: ovvero la configurazione globale della tecnologia;
3. Finanscape: ovvero i movimenti finanziari attraverso le barriere nazionali.

La relazione globale tra queste dimensioni risulta essere disgiuntiva e imprevedibile, dal momento che ciascuno di questi panorami è soggetto a restrizioni e a stimoli intrinseci; inoltre, allo stesso tempo ognuno di essi agisce come restrizione e parametro per il movimento degli altri.
Altre due dimensioni completano l'analisi delle disgiunzioni:
1. Mediascape: ovvero il riferimento sia alla distribuzione elettronica in grado di produrre e diffondere informazione, sia alle immagini del mondo create da questi media;
2. Ideoscape: ovvero concatenazioni di immagini, sono spesso con contenuti politici e messe in relazione con l'ideologia degli Stati (e le relative controideologie dei movimenti).

### Anthony Giddens
Anthony Giddens (Londra, 18 gennaio 1938) propone una riflessione sulla globalizzazione strettamente legata al concetto di modernità: la globalizzazione rappresenta una delle conseguenze fondamentali della modernità, che è intrinsecamente globalizzante. Essa infatti impone di adattare i paradigmi di razionalità in direzione di una maggior riflessività e consapevolezza dei rischi e della sostenibilità sociale ed ambientale in tutte le decisioni politiche che riguardano le relazioni fra Stati diversi. In particolare propone un'analisi istituzionale della modernità, sottolineando l'importanza di porre l'accento anche sugli aspetti culturali ed epistemologici. Le conseguenze della modernità così intesa, divengono dunque sempre più radicali e universali e consistono in un allontanamento dai tradizionali tipi di ordinamento sociale, con trasformazioni molto maggiori rispetto al passato.
In particolare si considera inoltre quanto vi sia una rapidità estrema nel cambiamento, non solo in ambio tecnologico, che coinvolge l'intera superficie terrestre, che porta anche alla nascita di alcune nuove forme sociali, che non esistevano nelle precedenti epoche storiche, quali ad esempio lo stato-nazione.

### Zygmunt Bauman
Zygmunt Bauman (Poznań, 19 novembre 1925 - Leeds, 9 gennaio 2017) Analizza come nella globalizzazione si possa notare l'emergere di sentimenti di insicurezza che generano una domanda crescente di protezione su tre differenti livelli di sicurezza:
1. Safety: ovvero il livello dell'integrità fisica e psichica, intesa quindi come la ricerca di mantenimento della propria incolumità e della salvaguardia della propria persona;
2. Security: ovvero il livello di inclusione relativo agli standard della vita normale, accettato dalla comunità sociale di appartenenza;
3. Certainty: ovvero il livello di certezza di carattere cognitivo, che si concretizza nella capacità di comprendere il mondo.[18]

### Ulrich Beck
Ulrich Beck (Stolp, 15 maggio 1944 – 1º gennaio 2015) elabora il concetto di “risiko-Gesellschaft”, sostenendo come la società contemporanea non disponga dei dispositivi necessari a fronteggiare i rischi (tecnologici, ecologici e di coesione) che essa stessa alimenta. In particolare, i nuovi rischi sociali corrispondono ad una vulnerabilità originata anche dai cambiamenti nella struttura delle famiglie e dal lavoro che risulta maggiormente destrutturato e con reddito sempre più basso ed incerto, che spesso non riesce ad impedire la caduta in forme di povertà. Questa vulnerabilità senza tutele produce anche il mancato accesso a dispositivi di assistenza fondati su un conclamato stato di esclusione e di bisogno.

### Saskia Sassen
Saskia Sassen (L'Aia, 5 gennaio 1947) descrive il mondo globale in termini di reti e flussi di capitali e di informazioni, che coinvolgono attori economici, politici e professionali. Le dinamiche di questi flussi si sviluppano a più livelli: globale, nazionale e locale, coinvolgendo vari attori che intervengono nei differenti livelli. Ne deriva dunque un gioco complesso e fluido di interrelazioni, dove lo stato nazionale permette la creazione delle dinamiche e degli attori, in diverse direzioni, sia verso l'alto, ovvero verso il mondo, verso una maggiora apertura, sia verso l'interno, ovvero verso le reti relazionali regionali e locali.